# Edmond Hannotin
Pour les articles homonymes, voir Hannotin.
Edmond Hannotin est un magistrat, avocat et homme politique français né le 18 novembre 1874 à Charleville (Ardennes) et décédé le 24 février 1965 à Paris (8e arrondissement).

## Biographie
Issu d'une ancienne famille des Ardennes, fils de magistrat, il choisit lui aussi cette profession. Licencié en droit, sorti premier de l'École libre des sciences politiques, il est premier au concours d'auditorat du Conseil d'État. En 1906, il devient avocat au Conseil d'État et à la Cour de cassation. Il est par la suite président du Conseil de l'Ordre des avocats au Conseil d'État et à la Cour de cassation.
Également exploitant agricole dans sa région natale, il y est implanté politiquement depuis 1899, année de sa première élection au conseil municipal de La Berlière. En 1922, il devient conseiller général de Buzancy, puis maire de La Berlière en 1925.
En 1938, il se présente aux élections sénatoriales comme républicain national. Élu, il rejoint le groupe centriste de l'Union démocratique et radicale. Parlementaire actif, son parcours à l'Assemblée nationale est cependant interrompu par le déclenchement de la Seconde Guerre mondiale.
Il vote, le 10 juillet 1940, en faveur de la remise des pleins pouvoirs au Maréchal Pétain et se retire définitivement de la vie parlementaire.
Edmond Hannotin a siégé au conseil d'administration du Crédit lyonnais, de la Lyonnaise des eaux et de la Compagnie des chemins de fer de l'Est.
Gendre de Maurice Sabatier, il est notamment le beau-père de Philippe Renaudin. Dans sa descendance, figure ainsi comme petite-fille, Catherine Renaudin, l'épouse de Claude Rich.

## Sources
- « Edmond Hannotin », dans le Dictionnaire des parlementaires français (1889-1940), sous la direction de Jean Jolly, PUF, 1960 [détail de l’édition]